# Asarum senkakuinsulare
Asarum senkakuinsulare är en piprankeväxtart som beskrevs av S. Hatusima. Asarum senkakuinsulare ingår i släktet hasselörter, och familjen piprankeväxter. Inga underarter finns listade i Catalogue of Life.